# Musa velutina
Musa velutina H. Wendl. & Drude, 1875 è una pianta appartenente alla famiglia delle Musaceae.

## Descrizione

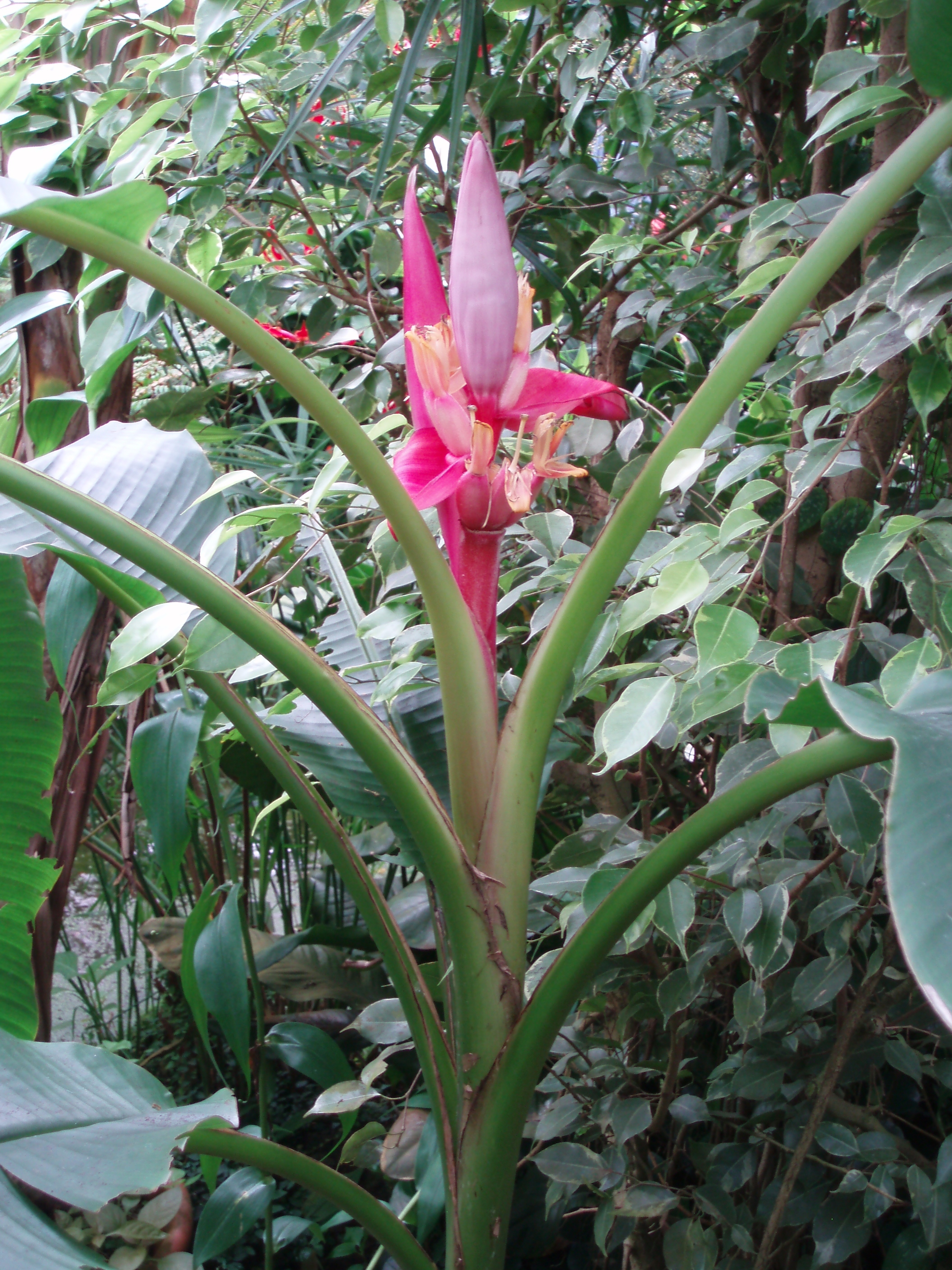
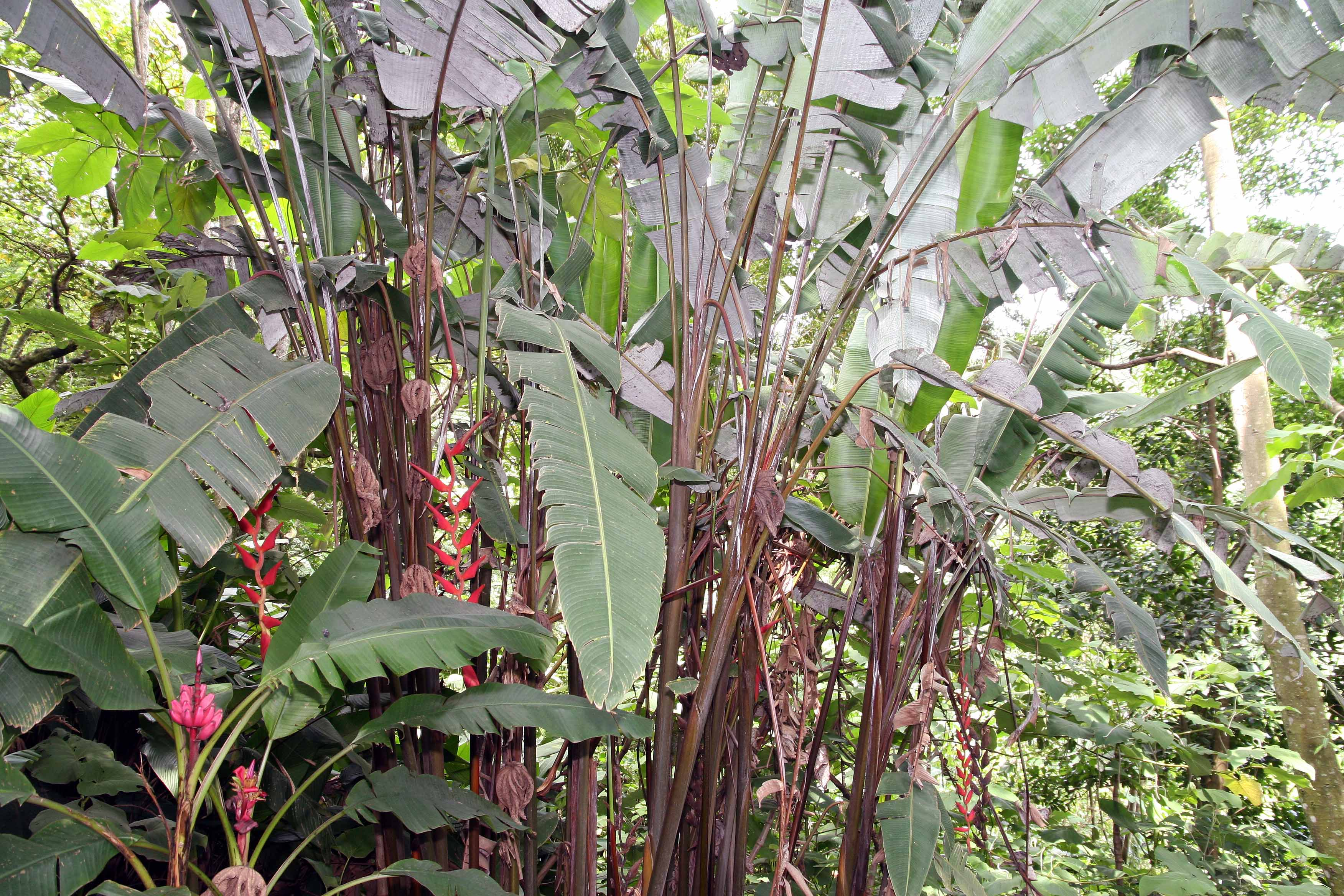
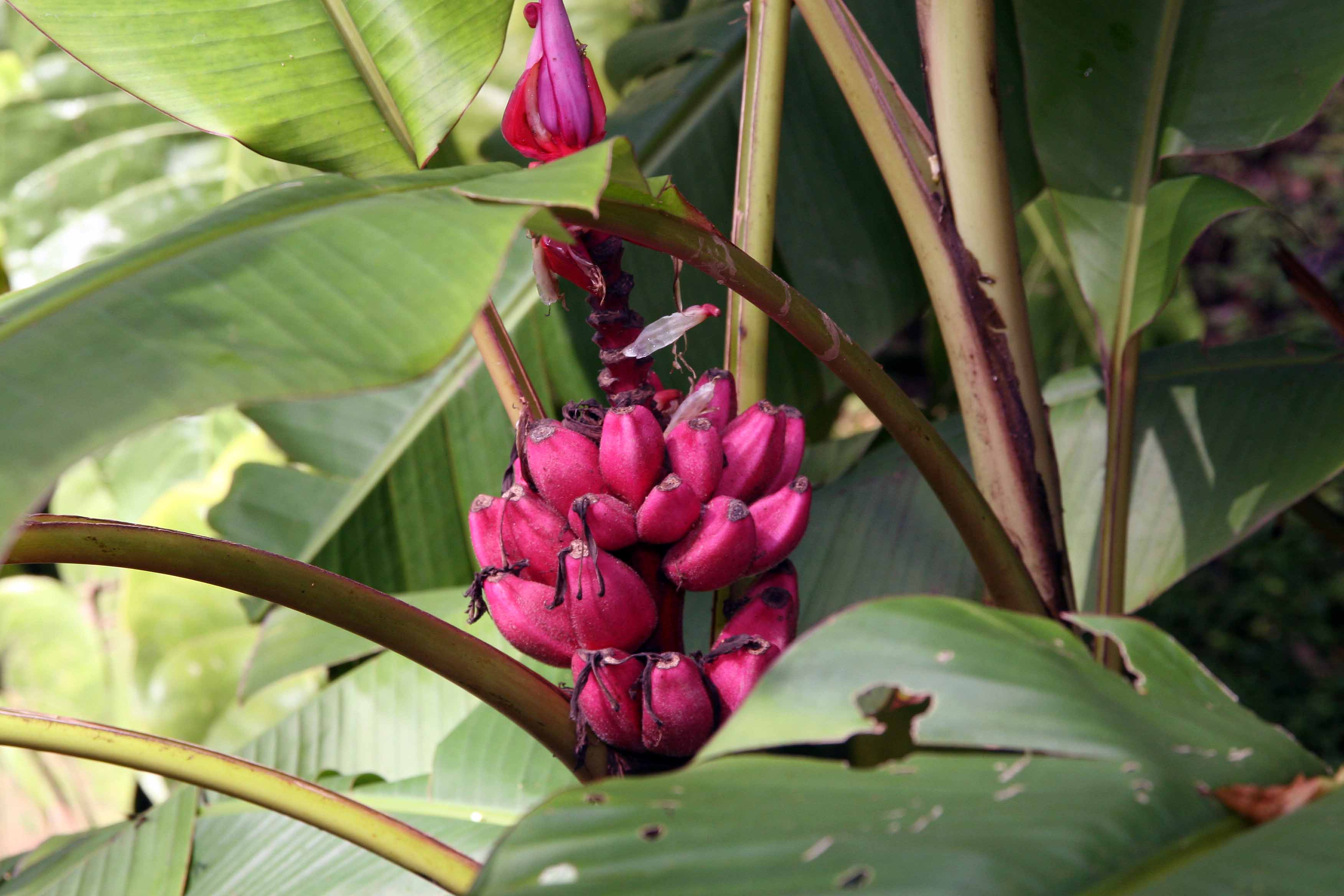

Lo spesso fusto, eretto, è di colore giallo-verde o verde-rosato, l'intera pianta raggiunge solitamente i 150-200 cm di altezza, abbastanza velocemente; le lunghe foglie ovali, cerose, spesse, sono portate da lunghi piccioli giallastri, sono di colore verde scuro, opaco, ed hanno particolari venature rosate molto evidenti sulla pagina inferiore. In primavera, all'apice di corti fusti, produce un'infiorescenza a rosetta, costituita da lunghe brattee di colore rosa fucsia intenso, alla base delle quali sbocciano i piccoli fiori gialli o arancio. In estate alla base delle brattee maturano i frutti, piccole banane con tre costolature, di colore rosa porpora, ricoperte da una sottilissima peluria che le rende vellutate al tatto.

## Distribuzione e habitat
La pianta è originaria dell'Asia (Assam e Himalaya orientale).

## Usi
I frutti di musa velutina sono commestibili, anche se il sapore è leggermente acidulo e la polpa, dalla consistenza farinosa, contiene numerosi grossi semi; in genere queste piante vengono coltivate soltanto come esemplari ornamentali. L'aspetto molto particolare le rende insolite piante da appartamento, adatte però solo a chi ha uno spazio sufficientemente ampio per coltivarle.

## Propagazione
I semi di musa velutina germinano con facilità se immersi preventivamente in acqua per almeno 24-30 ore; è anche possibile dividere i cespi di fusti che si costituiscono nell'arco degli anni.Un pollone è uguale alla pianta madre dato che i polloni si creano dal cormo con lo stesso DNA.